# Barongia lophandra
Barongia es un género monotípico de plantas con flores perteneciente a la familia Myrtaceae. Su única especie: Barongia lophandra Peter G.Wilson & B.Hyland, Telopea 3: 258 (1988), es originaria de Queensland en Australia.

## Taxonomía
Barongia lophandra fue descrita por  Peter G.Wilson & B.Hyland y publicado en Telopea 3: 258. 1988.